# 가미역
가미역(일본어: 加美駅, かみえき 카미에키[*])은 일본 오사카부 오사카시 히라노구에 위치한 서일본 여객철도의 역이다. 오사카히가시 선 신카미역과 인접해있지만 환승은 불가능하다.

## 역 구조
상대식 승강장으로 2면 2선으로, 승강장의 유효 길이는 6량까지 수용 가능하다. 지상역이며 교상 역사를 가지고 있다. 엘리베이터와 대합실은 설치되어 있지 않다.
이코카 및 제휴 교통카드의 사용이 가능하다.

### 승강장
| 1 | ■ 야마토지 선 | 오지 · 나라 · 다카다 방면      |
| 2 | ■ 야마토지 선 | 덴노지 · JR 난바 · 오사카 방면 |

## 역사
- 1909년 4월 1일: 일본국유철도의 역으로서 야오 ~ 히라노 간에 신설 개업하였다.
- 1909년 10월 12일: 선로 명칭 제정에 따라 간사이 본선의 소속이 되었다.
- 1987년 4월 1일: 민영화에 따라 서일본 여객철도의 소속이 되었다.
- 2003년 11월 1일: 이코카의 사용이 개시되었다.

## 인접정차역
| 서일본 여객철도 간사이 본선 | 서일본 여객철도 간사이 본선 | 서일본 여객철도 간사이 본선 |
| --------------------------- | --------------------------- | --------------------------- |
| 규호지 가모 방면            | ■ 야마토지 선 보통          | 히라노 오사카 방면          |